# Церква Іоанна Богослова (Балашівка)
Церква Святого Іоанна Богослова — дерев'яна церква, розташована в центрі села Балашівка Березнівського району Рівненської області. Вважають, що існуюча сьогодні дерев'яна церква походить з 1755 року, а в 1850 році, ймовірно, отримала прибудовану дзвіницю. Церква була парафіяльною. Неодноразово ремонтована і оновлена в першій третині ХХ ст. Була не чинною з 1942 до 1950 року, а також з 1962 до 1979 року. Споруду оновлювали у 1990-х і 2000-х роках. В користуванні громади УПЦ МП. Впродовж своєї історії храм святого апостола і євангеліста Іоанна Богослова займався просвітницькою та благодійною діяльністю.
Іконостас храму Святого Апостола і Євангеліста Іоанна Богослова трьох'ярусний із горизонтальним розташуванням ікон. Він не позбавлений аскетичних рис, щоправда „царські ворота” мають ажурне різьблення. В храмі зберігаються старовинні ікони. Це зображення святого Василя, архістратига Михаїла, Миколи Чудотворця, образ Богоматері, Христа Вседержителя та інші. Точний час створення цих ікон невідомий, але можна припустити, що вони були створені в другій половині - кінці XVIII - початку XIX ст., тобто в добу пізнього бароко та романтизму, класицизму. В храмі зберігається історична й культурна пам’ятка - це Євангелія надрукована в 1743 році братством при храмі Успіння Пресвятої Богородиці в місті Львові. 

## Будівництво та приход
За часів поміщицького володіння село Балашівка відносилося до Ровенського повіту Березнівської волості. В цей час село було у власності поміщика Адама Бєльського, який у 1755 році побудував церкву в честь апостола і євангеліста Іоанна Богослова. Про це, зокрема, говориться в історичному джерелі „Ведомость Епархии и губернии Вольїнского уезда села Білашовки за 1849 г.": „церков построєна 1755 году поміщиком Адамом Бєльським". На будівництво церкви було виділено 258 квадратних сажнів землі на правах оренди. На кошти поміщика Бєльського в селі було збудовано перший храм, який прослужив на потребу мешканцям села майже століття. На жаль, про цю особистість мені не вдалося дізнатися більше через відсутність даних в державних архівах м. Рівного, м. Луцька та м. Житомира. Тепер на тому місці, де була церква побудований будинок для вчителів.
Церква та дзвіниця були побудовані із дерева. Царські ворота були простої столярної роботи, довжина яких становила 20 сажнів, ширина - 9, висота - 26. Іконостас був теж дерев'яний, на той час коштував 15 срібників. „Церковна утварь" була бідною, з „церковної утварі" найбільш цінною була срібна чаша, а всередині позолота. У храмі було двоє штатних людей - приходський священик та дяк.
До Білашівського приходу відносилися церква села Лінчин і села Михалин. Про церкву с. Лінчин мало що відомо, навіть не відомо ким і на чиї кошти вона збудована, але всі відомості з цієї церкви надходили до храму Іоанна Богослава. Зокрема, мною були виявлені „Книги запису прихода и расхода денежньїх сумм и капиталов Ровенскаго уезда села Ленчина Богородичной церкви в течении 1878 - 1892 гг., 1902- 1904гг., 1911 - 1913гг."
Церковні землі храму Іоанна Богослова становили 268 сажнів. Землі розміщувалися від Березного до Комарні, завдовжки 24 десятини і завширшки 12 десятин, а ще 26 десятин комісія визнала непридатними для землеробства. Відомо, що 15 лютого 1750 р. поміщик Адам Бєльський надав церкві землю під забудову. Отже, можна зробити висновок, що раніше храму в селі не було.
З 1791 р. село знаходилося у власності поміщика Михайла Леонтієвича Корженівського, тому що архівні дані говорять, що він подарував храму в 1791 році такі землі:
1.	Від дороги на Михалин до мосту.
2.	Від Мойсея Луцика до дороги на Лінчин - тут знаходиться оранки на шість днів.
3.	Від Березного до Михалина, зокрема в Остижах і до Дем'яна Самья - оранки на п'ять днів.
4.	Урочище Тимошовщина на десять днів, а від Комарні і границі Хотин тут сінокосу на 25 косарів.
В 1839 р. приходського священика не було. Службу в храмі проводив дяк Григорій Павлович Табаковський.
У 1846 р. в село прибуває священик Семен Фемитович Онурковський.
З 1848 р. священиком храму став Феофан Максимович Ненадкевич, якому на той час виповнилося 27 років. Він мав дружину Марію 22-річного віку. Дяк - Григорій Павлович Табаковський мав сім'ю з п'яти чоловік: дружину Марію, синів
Василя та Захарія, доньку Февронію. Паламарем був Минна Якович Синякевич. Благочинним в цей час був Василь Яновський.
Згідно церковних відомостей, кошти на будівництво нової церкви надав поміщик Михайло Корженівський. Храм був побудований в 1850 р. без єдиного цвяха, будівельним матеріалом було дерево. Власне храм був привезений із Березного, а дзвіниця була добудована жителями села. Храм був побудований у вигляді печери, іконостас був дерев'яний, різьблений.
В церковних відомостях говориться, що Михайло Корженівський володів селом і в 1854 р., але в переписі населення за 1861 р. говориться, що Балашівка належить поміщику Михайлу Малинському.
З 1871 - 1877рр. священиком був Михайло Степанович Савлучинський.
У „Відомість о церквах Святого Апостола и Евангелиста Іоанна Богослова села Белашовки и Входа в Храм Пресвятьія Богородицьі деревни Ленчина Ровенскаго уезда Вольїнской Епархии за 1856 г." говориться наступне:

1.	Церква побудована в 1850 р. поміщиком Михайлом Корженівським.

2.	Престол в церкві один на честь святого апостола і євангеліста Іоанна Богослова.

3.	„Утварь" необхідна і в достатній кількості.

4.	Церковний клір-складається зі священика і дяка, для священика є дерев'яний будинок, який потребує ремонту, для дяка будинку немає.

5.	Землі при цій церкві: „присадибної 268 квадратних сажнів, орної - 10 десятин, під сінокіс - 10 десятин і під зарослями - 26 десятин."

6.	При цій церкві є приписна церква в с. Лінчин.

7.	Відстань церкви від Волинської духовної консисторії в 180, а від місцевого Благочинного в 86 верстах.

8.	Найближча церква: Михайлівська в с. Моквин в 9-ти верстах і Покровська в с. Хотинь в 10-ти верстах.

9.	При цій церкві є стара дерев'яна церква побудована в 1755 р.

10.	На утримання священослужителя - 136 рублів сріблом.

11.     Опис церковного майна зроблений в 1816 р. і скріплений присутнім Ровенскаго Духовного Правленія Симеоном Федоровичем.

12.	В церкві зберігаються „Исповедньїе ведомости" з 1828 г.

13.	В церкві зберігаються „Метричні копії" з 1757 р.

В цей час приходським священиком був Феофан Максимович Ненадкевич. Він був сином священика Волинської Єпархії Луцького повіту с. Берестань. Навчався у Волинській духовній семінарії, вивчав курси Богословських наук. Рукопокладений в сан священика Преосвященним Ієрофеєм Єпископом Острозьким, Вікарієм Волинським 25 березня 1848 року і направлений в Балашівський приход. В 1855 р. отримав „Вьісочайшую Благодарность за пожертвование на военньїе надобности".
Дяком в 1856 р. був Симеон Григор'єв Нависелецький, син священика Волинської Єпархії Ровенського повіту.
В 1868 р. приходським священиком був Ігнатій Федоров Бельський 26- річного віку, він мав дружину Надію Львівну - 21 р., дочку Юлію -1р. Псаломщиком був Симон Григор'єв Новоселецький - 58 р., який мав 54-річну дружину Єфросинію Іванівну та 18-річного сина Олександра.
Священиком храму святого апостола і євангеліста Іоанна Богослова в 1884 - 1886 рр. був Мирон Савлучинський. Він був сином священика, уродженець Волинської губернії Острозького повіту села Коростове. 15 липня 1865 р. він закінчив курси Богословських наук у Волинській Духовній семінарії. Рукопокладений в сан диякона 6 січня 1867 р. Ієрофеєм Єпископом Острозьким, Вікарієм Волинським, 8 січня рукопокладений в сан священика в церкві Преображення Господнього в містечку Торговиці Дубенського повіту. 24 лютого 1871 р. Волинська Духовна Консисторія назначає Савлучинського приходським священиком храму в с. Балашівка.
В 1888 рр. приходським священиком був Арсеній Гаськевич - 29 років, який мав 21-річну дружину Надію Феофанівну. Псаломщиком був Петро ГІриминський. Церковним старостою Трохим Прокопчук.
Для священика був житловий будинок, який був побудований на церковній землі в 1897 р. Будинок складався з чотирьох кімнат, кухні та комори. Також був будинок для дяка, але старенький. Для утримання приходу, тобто священика та дяка, церква виділяла 350 рублів в рік.
В 1899 р. священиком був Іоанн Никольський, псаломщиком Петро Приминський, церковним старостою Пантелеймон Іванов, церковними ключниками Авраам Литвин та Симон Ковалець.
В 90-х роках XIX століття лампадне масло, ладан, миро, муку, червоне вино, доставляв єврей Гермун Блехман, який мав свою лавку.
Отже, становище церкви в роки поміщицького володіння було стабільним. До Білашівського приходу відносилися храми в с. Михалин та Лінчин. Храм мав значну кількість землі. Значна кількість жителів села були прихожанами храму святого апостола і євангеліста Іоанна Богослова. Однак, церковні відомості говорять, що в 1856 р. в Балашівці було 11 чоловіків - католиків та 10 жінок, в Лінчині - 7 чоловіків та 3 жінки, в 1882 р. в Балашівці була 1 жінка - католик, 1883 р. - 1 жінка - католик.

## 1901 — 1920 роки
На початку XX століття село ще належало поміщику Михайлу Малинському. В 1902 р. в селі проживало 848 чоловік та було 102 двори. 26 лютого 1903 р. російський імператор Микола II видав Маніфест в честь дня народження престолонаслідника Олексія Миколайовича. Один із примірників був відправлений до села Балашівка і зберігався в храмі Іоанна Богослова. Вивчивши цей маніфест стає зрозуміло, що жителі села отримали ряд пільг.
В 1900 р. приходським священиком був Іоан Васильєв Нікольський, якому на той час було 29 років. Він мав дружину Любов Порфирівну - 28 років та 9-річну дочку Наталію. Псаломщиком був Петро Олександрович Приминський.
В 1905 р. гіроводяться зовнішні ремонтні роботи храму, на який було затрачено 850 рублів.
В цей час приходським священиком був Іван Іванович Литвинов, який закінчив курси Волинської Духовної семінарії. На початку своєї діяльності він був вчителем, пізніше, в 1874 році, а саме 14 вересня, він прийняв сан священика, а вже 20 листопада 1903 р. був відправлений на роботу в храм Іоанна Богослова в с. Балашівка. Він отримував платню в розмірі 300 карбованців. Одночасно священик Іван Литвинов був членом ревізійного комітету при Волинській Духовній семінарії.
В цей час дяком був Петро Олександрович Приминський, уродженець Волинської губернії- Заславського повіту села Шарлаські. До цього Петро Олександрович був послушником Кременецького монастиря, але 30 жовтня 1882 р. був направлений в село Балашівка на посаду псаломщика. Він отримував платню в розмірі 50 рублів. У Відомості за 1905 р. говориться, що в селі нараховується 5 католиків.
У 1907 р. населення становило 908 чоловік, а кількість дворів - 117. Приходським священиком був Віктор Фастович Качуровський, який працював в храмі до 1912 р.
В церковних відомостях говориться, що всі необхідні товари - вино, ладан, миро, єлей купляють в лавці житомирського купця Журавлива. Але, на жаль, про цю лавку і купця мені не вдалося нічого дізнатися через відсутність даних.
В 1912 р. під церковними будівлями знаходилася 1 десятина землі, 14 десятин були розорані, 18 десятин віддані під сінокіс, решта знаходилися у користуванні церковного кліру, всього 44 десятини. Ці землі знаходилися на відстані не більше однієї верстви від церкви і 13 десятин знаходилися на відстані семи верств від церкви. Середній дохід церковної землі становив 100 рублів.
В 1914 р. населення села становило 967 чоловік. Приходським священиком був Володимир Козловський, який за походженням був вихідцем з селян. Він закінчив Катеринославську Духовну семінарію і прибув у село 22 листопада 1913 року.
В село був направлений 24 грудня 1914 року псаломщик Іван Ананьєвич Божкевич, за походженням селянин, який отримував із казни 100 рублів та користувався церковною землею. Псаломщик закінчив народне однокласне училище і з 1891 - 1893 рр. був вчителем, а в 1894 р. Божкевич стає псаломщиком.
Церковними грошима, церковною печаткою і ключами від храму відав церковний староста Прокопчук Назарій, якого було обрано на цю посаду в 1914 р.
З початком XX століття храм апостола і євангеліста Іоанна Богослова відносився до Волинської єпархії Ровенського повіту.

## Приход в роки польської окупації
Після підписання Ризького мирного договору 18 березня 1921 р. між Польщею та Радянською Росією село потрапило до складу Польщі, адже договір юридично закріпив -входження Західної України до складу Польщі. Польське панування в Балашівці тривало до вересня 1939 р. Однак, незважаючи на це, храм апостола і євангеліста Іоанна Богослова функціонував, богослужіння проводилося за православним обрядом. Церковні відомості говорять, що церковні землі приносили 15 тисяч марок прибутку в рік, а сама церква заробляла 20 тисяч польських марок в рік. Отже, зрозуміло, що вже в 1921 р. в селі були запроваджені польські гроші.
В 1925 р. було проведено ремонт храму, на який було затрачено 2 тисячі 500 злотих. Ці гроші надали жителі села. Церкву було пофарбовано.
В 1926 р. приходським священиком в храмі був Василь Карпович Закидальський. 
З „Книги расходов за 1927 г." дізнаємося, що в 1927 р. знову проводиться ремонт храму:
-	серпень 1927 р. - фарбування церкви - 150 рублів золотом,
-	вересень 1927 р. - 400 рублів золотом.
Про це говорять і розписки виявлені мною під час дослідження історії храму:
„1927 года, дня 10 сентября, я, подрядчик Виктор Загоровский, как полагается мне по условию, заключенному с прихожанами Белашевскаго прихода по покраске Белашедской церкви, получил из церкви села Белашевка следующих 100 рублей золотом".
Опрацювавши всі розписки слід зазначити, що Віктор Загоровський працював над фарбуванням церкви з липня по вересень 1927 р.
В цей час приходським священником був Василь Закидальський, псаломщиком - Климент Мисливський, церковним старостою - Федір Прадун. Церковний староста отримував жалування в розмірі 35 злотих. Церква в цей час сплачувала податки благочинному в розмірі 33 злотих 42 гроша.
В „Приходобо-расходной книге за 1924 год" зазначено, що 29 жовтня 1929 року за „доставку колоколов" було заплачено 140 злотих. Отже, можна зробити
висновок, що храм придбав нові церковні дзвони.
За свідченням старожилів, зокрема Гаврилюка Андрія Григоровича 1920
року народження, на початку 30-х років заможний селянин с. Балашівка на
прізвисько Пущай подарував храму хоругви та ризи для священика, які й зараз
зберігаються в храмі. В 70-х роках староста церкви с. Хотинь звернувся з проханням
до старости храму с. Балашівка Гаврилюка Андрія помінятися хоругвами,
доплативши певну суму грошей. Однак староста не погодився.
В 1929 р. було пофарбовано куполи, за це храм заплатив майстрам 7 злотих.
В 1937 р. храм було застраховано на суму 4 тисячі злотих, щорічно вносилася сума 32 злотих. Священиком був Олександр Павлович Травка, який
отримував 370 злотих, а псаломщиком -Борис Петров - 120 злотих.
Один гектар землі коштував 10 злотих. Річний дохід від церковної землі становив 300 злотих. На церковну землю е план, який було зроблено землеміром і
виданий повітовим комісаром м. Рівного.
Отже, незважаючи на те, що Балашівка потрапила під владу католицької
Польщі, храм апостола і євангеліста Іоанна Богослова функціонував, а богослужіння проводилося за православним обрядом.

## Середина — друга половина XX століття

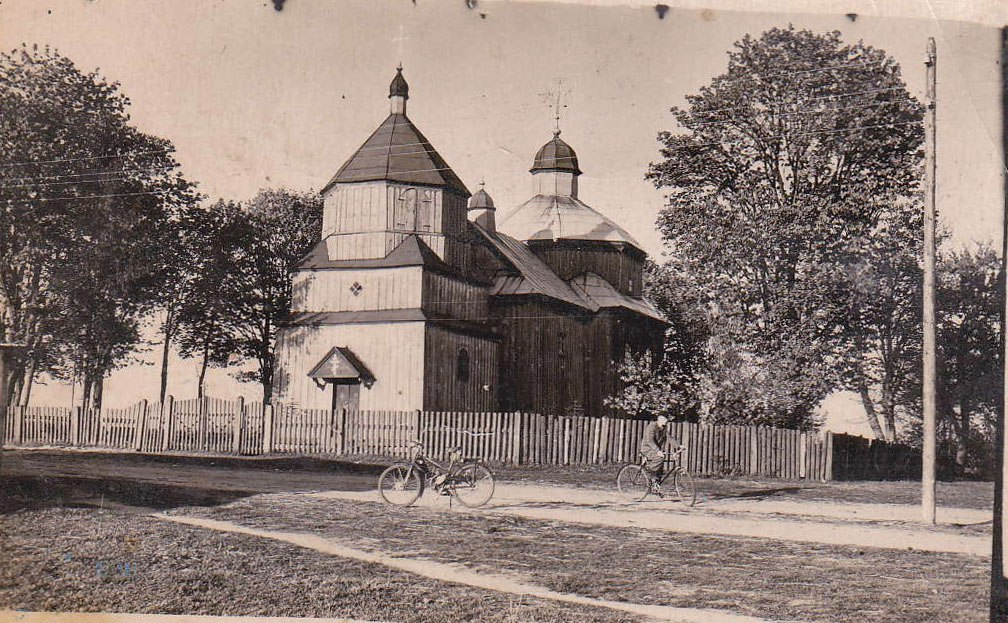
Храм у ХХ ст.

Кордон між Польщею та УРСР було встановлено між селами Червона Воля та Сівки. Коли радянські війська перейшли кордон, то польські війська не чинили опору. Тому зважаючи на невелику відстань від кордону до села можна стверджувати, що 17 вересня 1939 р. в Балашівці було встановлено радянську владу.
Зі свідчень старожилів відомо, що коли розпочалася Друга світова війна, то
відразу територією села пройшли великі з'єднання радянських військ, які слідували
із Житомирщини через с. Сівки та с. Балашівку. В червні 1941 р. село було
окуповане німцями. Коли німці завоювали село, то старостою було призначено Усача Григорія.
В роки Другої світової війни церква не діяла. За свідченням старожилів храм не працював 8 років, тобто можна зробити висновок, що закритий він був 1942 р. Старожили розповідають, що в роки війни німці спалили церкву в селі Лінчин, що відносилася до Білашівського приходу, через те, що жителі знесли сюди свої речі, пожитки. Прийшовши в Балашівку, німці зайшли до храму, але нічого там не знайшли, через те церква залишилася. Церковні дзвони прихожани сховали від рук фашистських загарбників, закопавши їх, з огляду на те, що під час війни, дзвони могли бути переплавлені для виготовлення зброї.
Після війни жителі села ходили до храму святого Чудотворця Миколи в смт. Березно, особливо часто вони відвідували його під час великих свят. Старожили розповідають, що на Великдень вони постійно ходили до храму в Березно, для того, щоб освятити паску.
У 50-ті роки було відновлено діяльність православної церкви. В цей час розпочалися пошуки церковних дзвонів. Свідки говорили, що дзвони були закопані між вулицями Андріївською та Шевченка, але після довгих пошуків дзвони до цього часу не знайшли.
Храм Святого Апостола і Євангеліста Іоанна Богослова діяв до 1962 р., а в часи атеїстичної компанії був закритий. Жителів села переслідували, дітям не дозволяли ходити до храму на службу. І лише через 17 років в 1979 р. храм відновив свою діяльність. Прихожани на свої кошти відремонтували храм. Саме завдяки клопотанню громади православних християн храм знову розпочав свою активну діяльність.
В 1986 р. був зроблений капітальний ремонт: пофарбовано церкву зверху, зроблено розписи всередині храму, поновлено іконостас.
В 1991 р. для храму придбали нові дзвони, старі віддали в храм села Михалин.
В 1992 р. на кошти прихожан було придбано церковні ліхтарі.
В 1994 р. придбано хоругви.
В 1996 р. церкву було знову пофарбовано.
Отже, можна зробити висновок, що за часів радянської влади становище церкви і православних християн було тяжким, проводилася атеїстична кампанія. Храм в Балашівці не діяв протягом 1962 - 1979 рр. І лише через 17 років завдяки клопотанню прихожан, храм розпочав свою діяльність, а ці роки увійшли темною сторінкою в історію не лише храму, а й села. В 1979 р. храм відновив свою діяльність і продовжує діяти і в наш час.

З 1984 р.  По  2012 р. священиком храму є протоієрей Олександр
Оксентович Мамчур, уродженець с. Прислучі Березнівського району Рівненської області, 1932 р. н.
З 1991 р. по 2011 р. Старостою був - Олександр Сергійович Ковалевський, уродженець с. Залізниця
Корецького району Рівненської області, 1944 р. н., 

## За часів незалежності

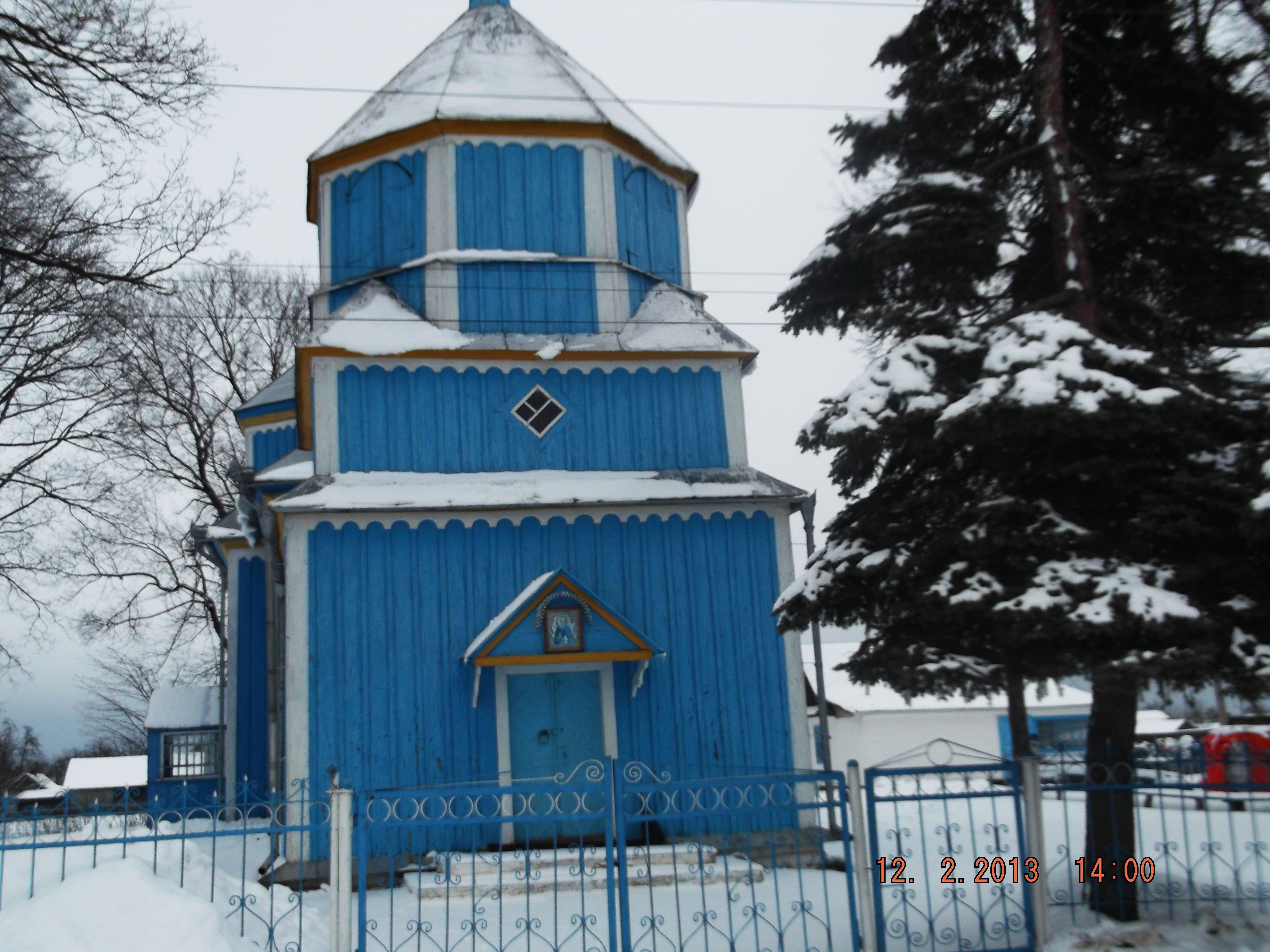
Храм у 2013

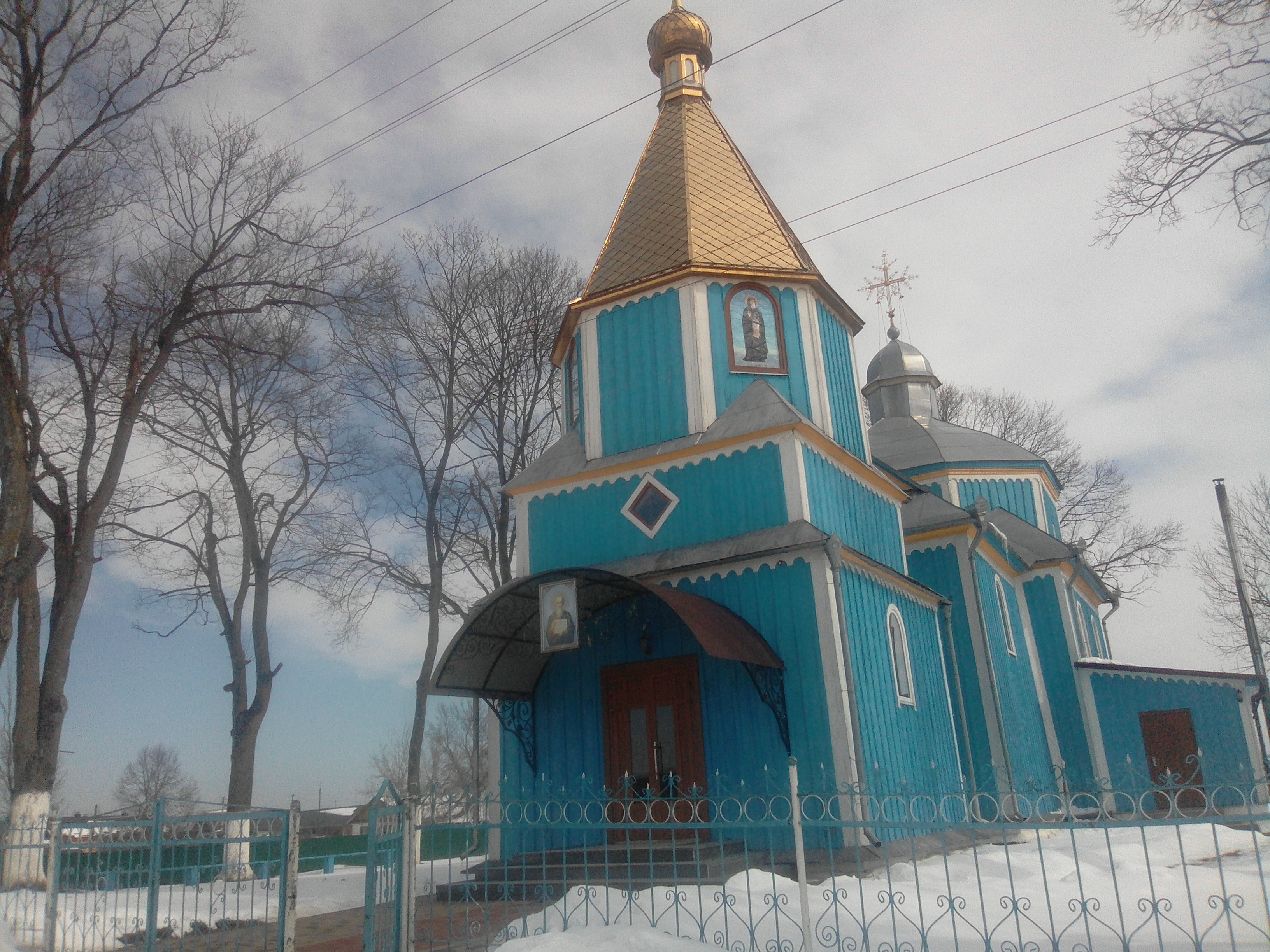
Храм у 2018 році

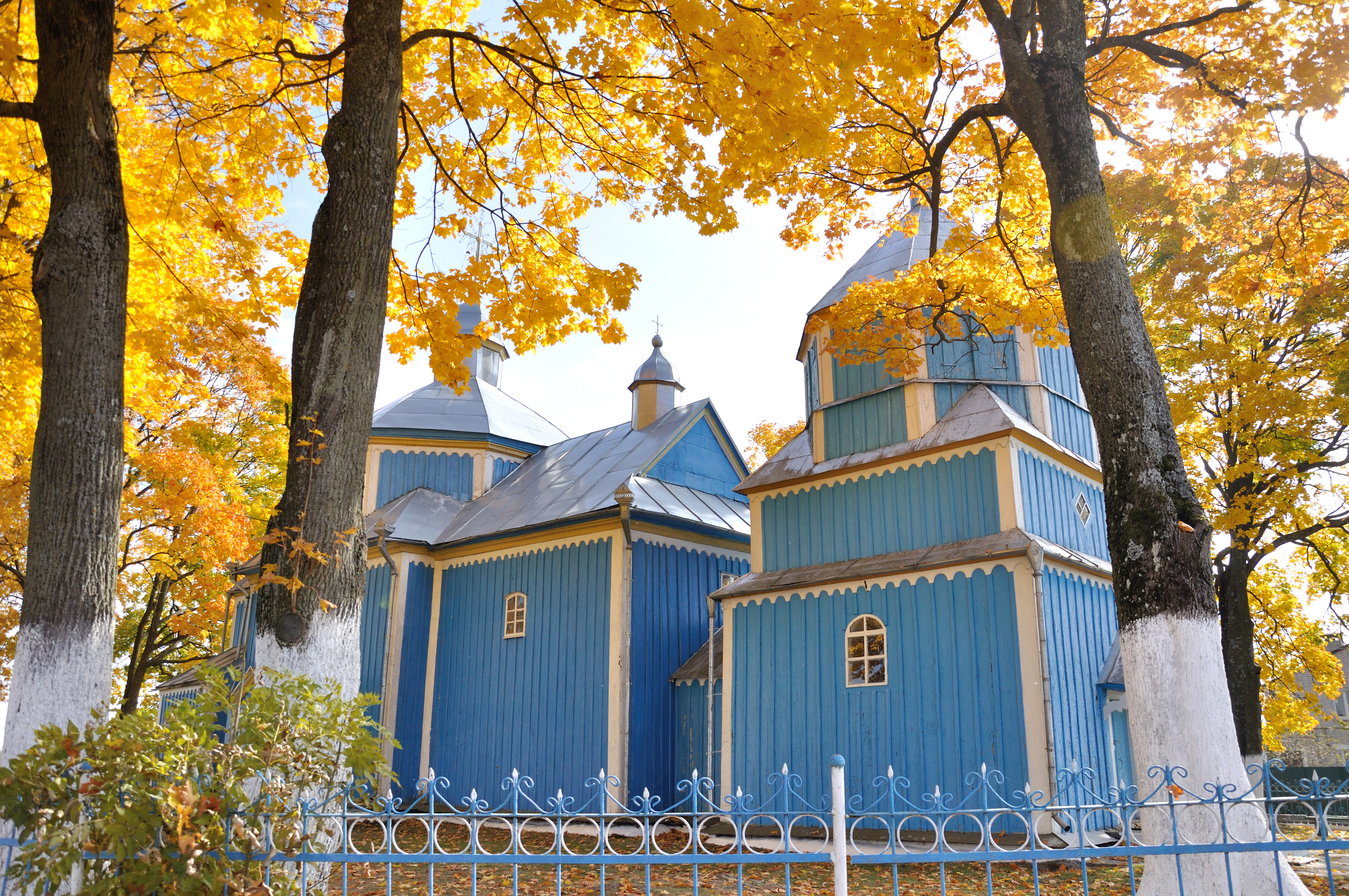
Храм у 2014 році

Релігійні громади Балашівки представлені трьома конфесіями. За своєю
чисельністю вони суттєво відрізняються одна від одної. Найбільш чисельною є
громада православних християн. 85% населення села можна віднести до цієї групи.
В наш час храм святого апостола і євангеліста Іоанна Богослова відноситься до Сарненської Єпархії Московського патріархату.
В 1994 р. вперше храм відвідав єпископ Рівненський та Острозький Анатолій.
В 2000 р. в церкві було проведено водяне опалення.
В 2002 р. на кошти прихожан церкву поремонтували, перекрили жестю, пофарбували.
В 2004 р. оновлено іконостас.
В храмі існує невелика бібліотека для прихожан, яка містить православні книги різної тематики.
В 2007 р. до церковного будинку, який розміщений поблизу храму підведено газ.
З 2011 р. старостою був Віктор Миколайович Пилипака, уродженець с.Балашівка Березнівського району Рівненської області, 1986 р. н., у 2012 р. був Рукопокладений в сан священика.
З 2012 р. і по даний час священиком храму є ієрей Віктор Миколайович Пилипака.
На даний час в храмі зберігається історична пам'ятка це Євангелія надрукована 1643 року братством при церкві храму Успіня Пресвятої Богородиці в місті Львові. А також були старовинні ікони, які були в крадені в 2006 році.
При церкві в даний час існує громада, яка вирішує найбільш важливі питання храму.
Склад громади:

1.	Курильчик Іван Петрович

2.	Романович Адам Кузьмович

3.	Прокопчук Іван Петрович

4.	Ковалевський Олександр Сергійович

5.	Курильчик Дмитро Степанович
Головою ревізійної комісії є Зайко Дмитро Михайлович.
Крім громади при храмі існує так звана „Двадцятка" - церковні збори, які вирішують важливі господарські та церковні питання.
В даний час церква займається благодійною діяльністю, вносить внески до Товариства Червоного Хреста, в Благодійний фонд допомоги дітям-сиротам, допомагає бідним та знедоленим жителям села.
Отже, можна зазначити, що з проголошенням незалежності України церковне життя пожвавилося, становище храмів покращилося, зокрема і храму святого апостола і євангеліста Іоанна Богослова, який активно діє в наш час. У духовний світ наших громадян органічно увійшла релігійна література, розкриваючи безцінну духовну спадщину.

## Розділ II. Храм Святого Апостола і Євангеліста Іоанна Богослова як культурна пам’ятка

### 2.1.	Архітектура храму Святого Апостола і ЄвангелістаІоанна Богослова
В другій половині XIX століття високого рівня досягла дерев’яна церковна архітектура, яка своїми неперевершеними здобутками значною мірою зобов’язана творчості народних майстрів. Виявляючи великий будівничий і художній стиль, вони зводили з дерева затишні хати, добротні вітряні млини та комори. Ці ж самі майстри прилучалися до спорудження храму - духовного центру, художньої домінанти й окраси сіл. Тому з впевненістю можна зазначити, що храм в Балашівці був побудований саме народними майстрами, вірніше не храм, а дзвіниця, тому що храм був перевезений з Березного.
Храм Святого Іоанна Богослова побудований за особливою системою будування культових споруд - хрестовобанною. Згідно з нею головний об’єм споруди в плані утворює хрест. Центральна його частина увінчується банею (куполом). Споруду увінчує, поряд із невеликими бічними банями, могутня за своїми розмірами центральна баня. Довкола головної бані розташовуються інші, менші за розмірами. Всього храм увінчується чотирма банями.
Храм побудований без єдиного цвяха. Конструкційною основою церкви є зруб. Серед зрубів основним є центральний, що надає композиції споруди пірамідальної форми. Така система обмежувала можливості розширення внутрішнього простору споруди. Вона сприяла розвиткові камерної структури храму. Внаслідок відокремлення вівтарної частини храму та притвору в самостійні чарунки утворився тридільний храм, що складається з трьох розташованих на одній осі зрубів, які увінчуються трьома верхами. Саме в цей період були поширені трикамерні споруди.
Храм зведений за однаковим композиційним принципом, має індивідуальну своєрідність, головним чином - за рахунок різної характеристики
їхніх перекриттів.
Храм побудований на найвищому пагорбі в селі. Головна частина храму орієнтована на схід. Він утворює три напівкруглі виступи - апсиди. У центральній апсиді розташований вівтар - місце, де відбуваються богослужіння, у бічних - підсобні приміщення (жертовник у лівій та дияконник у правій). У західній частині знаходиться вхідне приміщення - нартекс (притвор, бабинець). Така побудова храму чудово пристосована до потреб Богослужіння.
Щодо архітектурного стилю, то слід відмітити, що церква побудована в 1850 р., саме в цей період поширені були такі художні напрями, як класицизм і сентименталізм. Але слід відмітити, що у зовнішньому оздобленні споруди змішалися ознаки й пізнього бароко. Тобто, можна зробити висновок, що в храмі с. Балашівка змішалися ознаки різних стилів.
Стіни храму всередині оздоблено декоративними орнаментами з використанням мотивів народного малярства. Чітко прорисована форма порталів, прорізи вікон обрамлено орнаментами. Привабливого окреслення храмові надають пластично вирішені заломи завершень із цибулеподібними банями. Це надає архітектурі певного національного забарвлення.
Отже, церква завжди відігравала в селі не лише роль релігійного, а й важливого світського центру громадського життя. Тому в її структурі замкненість поєднується з прагненням зберегти зв’язок із зовнішнім середовищем. Архітектура храму зберігає спільні традиції й базові ознаки за розмаїтості структурних і художніх форм. Час не шкодує стародавніх архітектурних споруд, але вони залишаються назавжди в нашій пам’яті. Саме оригінальною пам’яткою історії та культури в с. Балашівка є храм святого апостола і євангеліста Іоанна Богослова.

### 2.2.	Іконостас і його особливості. Іконопис
Іконопис - визначний здобуток українського мистецтва, що розвивається вже понад тисячу років. Ікони були першими творами станкового живопису в Україні. Проте ікона - це не просто картина, це предмет релігійного культу, перед яким віруюча людина молиться Ісусу Христу, Богоматері, святим. Ікона - це своєрідний місток, за допомогою якого здійснюється зв’язок між земним, фізичним і потойбічним, духовним.
Друга половина XIX століття була періодом розвитку не лише архітектури та образотворчого мистецтва, а й такого різновиду монументально-декоративної творчості, як іконостас. В цей час уже відійшла у минуле техніка мозаїк і фрескові розписи, тому на зміну ним і прийшов іконостас. Іконостас - це особлива перегородка, що закриває вівтарну частину храму і складається з кількох рядів ікон. Застосування в іконостасі й удосконалення засобів синтезу архітектури, живопису й декоративно-скульптурного мистецтва допомагало митцям зробити його втіленням найвищих досягнень культури.
Отже, храм в Балашівці побудований у 1850 р„ за свідченням старожилів всередині він був у вигляді печери, дерев’яний. Царські ворота були простої столярної роботи. Іконостас також був дерев’яний, але в йому поєднувалися елементи архітектури, живопису й декоративного мистецтва.
Кілька разів іконостас в храмі поновлювався, а в 1986 р. було зроблено повну реставрацію іконостаса, під новими іконами зберігаються старі ікони. За свідченням старожилів, зокрема Гаврилюка Андрія Григоровича, 1920 р. н„ майстри ретельно обмірювали старі ікони і такого ж розміру створювали нові.
В роки атеїстичної кампанії в 70-ті роки церкву оббили плитами ДВП. Люди вставали о 4 годині ранку і щоб ніхто не знав і не бачив перевозили плити і оббивали церкву. В 1986 р. стіни церкви було розписано, зокрема створено настінні ікони „Воскресіння дбчки Аіра”, „Благовіщення Пресвятої Богородиці”, „Христос і діти”, „Старозавітна Трійця”, „Христос на Голгофі”, „Хрещення Ісуса Христа”, „Бесіда Христа з самарянкою” та інші.
Іконостас храму Святого Апостола і Євангеліста Іоанна Богослова трьохярусний із горизонтальним розташуванням ікон. Він не позбавлений аскетичних рис, щоправда „царські ворота” мають ажурне різьблення. Разом із тим його структура стабільно вирішена. Над цокольним ярусом стоїть намісний. До нього входять ікони Богоматері й Христа, зображення архангелів Гавриїла та
Михаїла на дияконських дверях. Наступний ярус складається з дванадцяти „празникових” ікон з іконою „Тайна вечеря” в центрі. Над ним виділяється висотою ярус із зображенням дванадцяти пророків зі згортками в руках. У центрі ряду - Почаївська ікона Богоматері. Цей іконостас має симетричну горизонтально- вертикальну структуру. 
В іконостасі відчутне прагнення надати розміщенню ікон певної різноманітності, а їх обрамлення вже насичене об’ємним різьбленням. З метою посилення емоційності застосовано золото, позолоту, різьблення, на зміну темперному живописові приходить олійний, тому приводиться в рух сама конструктивна форма іконостаса. Іконостас прикрашений ажурним позолоченим різьбленням. Привабливості йому надає мажорний колорит поєднання світло-зелених, білих, червоних, синів тонів.
Іконостас в храмі святого апостола і євангеліста Іоанна Богослова не тільки відповідає своїми параметрами просторові храму, а й „прив’язаний” до нього побудовою сюжетної композиції. Всі образи святих сповнені реального життя. Водночас кожен із них наділений рисами ідеальної краси. Помітно, що художники приділили увагу й духовній характеристиці образів. Обличчя Богоматері осяяне радістю матері, до якої тягнеться її маленький син. Означено декоративне багатство червоного, зеленого, синього вбрання, уквітчаного орнаментом. Постаті чітко окреслені на золотому орнаментованому тлі ікон. Образи святих завдяки виразності рисунка сприймаються як реальності.
На ажурних різьблених „царських вратах” зображені, згідно з традицією, сцена з Благовіщення (зустріч Марії й архангела Гавриїла) та четверо євангелістів -
Іоанн, Марко, Матвій, Лука. Над „царськими вратами” розміщено „Таємну вечерю”.
По обох боках „царських врат” у намісному ряді розміщені ікони Христа- учителя й Богоматері. Перед вівтарем в правій частині - храмова ікона святого апостола і євангеліста Іоанна Богослова”, у лівій частині - ікона Богоматері.
На північних і південних дияконських дверях іконостаса зображено архістратигів Михаїла та Гавриїла.
Чимало ікон в храмі святого апостола і євангеліста Іоанна Богослова народжувалися як самостійні твори. їх розміщували на внутрішніх стінах храму, виставляли на аналоях, використовували під час Хресного ходу.
Під час атеїстичної кампанії, за свідченням старожилів, ікони влада не забирала, як в інших храмах. Лише, за свідченням церковного старости Гаврилюка Андрія Григоровича,, жителі с. Князівка Березнівського району, зокрема староста, хотіли забрати із храму святого апостола і євангеліста Іоанна Богослова ікону Почаївської Богоматері, яка й нині зберігається в храмі.
Ікони храму вражають надзвичайною живописністю, декоративністю, глибокою людяністю образів. Помітно, що художник, який створював їх надавав релігійним персонажам життєвих рис. В храмі є ікони різного розміру і призначення. Найпоширеніші - це ікони із зображенням Христа й Богоматері. В деяких творах, присвячених образові Ісуса Христа, проявляється зближення мистецтва з реальною дійсністю. Іконописець зобразив його з короткою борідкою, невеликими вусами й довгим волоссям на проділ. Декоративність в деяких іконах підсилюється рельєфним трактуванням орнаменту, граверною прорисовкою постатей.
В храмі були старовинні ікони датовані XVIII століттям, але в ніч на 21 травня 2006 року невідомий таємно проник в середину церкви Івана Богослова в с. Балашівка, звідки викрав церковну утварь на загальну суму 98 тисяч 100 гривень. На даний час триває слідство, громада церкви вимагає відшкодувати матеріальні збитки завдані церкві. Крадіжка святині як матеріальної цінності, як коштовної речі є справою неймовірною,, позбавленою будь-якої логіки. Але, на жаль, цей згубний процес не припиняється.
Однак, в храмі зберігаються старовинні ікони. Це зображення святого архістратига Михаїла , Василя, Миколи Чудотворця, образ Богоматері, Христа Вседержителя та інші. Точний час створення цих ікон невідомий, але уважно дослідивши їх, можна припустити, що вони були створені в другій половині - кінці XVIII - початку XIX ст., тобто в добу пізнього бароко та романтизму, класицизму. Ці ікони є раритетом для жителів села, які приходять до храму помолитися.
Отже, можна зробити висновок, що в процесі свого розвитку іконостас в кожній українській церкві набував надзвичайної духовної й художньої ваги. Розписи могли бути або й не бути, а іконостас завжди був центром кожного храму. Його творці керувалися спільними із східноукраїнськими майстрами традиціями, що й помітно в храмі святого апостола і євангеліста Іоанна Богослова.

### 2.3.	Літературні пам’ятки храму святого апостола і євангелістаІоанна Богослова
Упродовж багатьох віків церква була центром духовного і світського життя українського народу. Як нам вже відомо, при храмі в с. Балашівка існувала церковно-приходська школа, яка дбала про те, щоб жителі села були освіченими людьми. В храмі було багато церковної, духовної, богослужебної літератури, яка, на жаль, не дійшла вся до нашого часу.
З „Книг на записку прихода денежньїх сумм и капиталов Вольїнской Епархии Ровенскаго уезда Иоанно-Богословской церкви села Белашевки” дізнаємося:
- березень 1846 р. - витрачено 1 рубль сріблом на купівлю книг, але не зазначено яких;
- березень 1859 р. - храм придбав Часослов і Октоних Київського друку за 11 рублів сріблом;
- вересень 1859 р. - придбано книгу „Как пристать к православной вере иноверцев” за 11 копійок;
- червень 1860 р. - куплено Святе Євангеліє Московського друку за 30 рублів сріблом;
- 1887 р. - виписано із типографії Почаївської Лаври церковні книги, зокрема, „Тріода постна” - за 5 рублів, книга „Служба Кирилу і Мефодію” за 14 копійок.
- 1898 р. - священик Нікольський виписав із лавки Почаївської лаври „Служебник” і „Требник” за 3 рублі 10 копійок.
- 1891 р. - придбано книгу „Месяцеслов всех святьіх, празднуешихся Православною Восточною Церквой ” за 22 копійки.
- 1892 р. - придбано брошуру „Богогласник”, видавництва Холмського братства за 40 копійок.
- 1928 р. - куплено 4 Служебники за 20 злотих.
1929 р. -.куплено книг на 25 злотих, але не зазначено яких саме.

Крім цього храм постійно виписував „Церковні відомості”, „Метричні книги”.
На даний час в храмі зберігається історична й культурна пам’ятка - це Євангелія, надрукована в 1743 році братством при храмі Успіння Пресвятої Богородиці в місті Львові. Євангелія покрита міддю, однак видно, що раніше вона була покрита ще й сріблом. На Євангелії вирізані з міді зображення чотирьох євангелістів Матвія, Марка, Луки та Іоанна, в центрі - розп’яття Ісуса Христа.
На першій сторінці Євангеліє зображена гравюра „Розп’яття Христа”. Шрифт друку церковнослов’янський, однак не такий як в сучасних церковних книгах. Кожен розділ Євангеліє містить зміст і зображення євангеліста. Наприклад, перша сторінка Євангелія від Іоанна містить гравюру самого євангеліста та відповідний зміст. Кожна сторінка має певний орнамент.
Крім Євангеліє в храмі є багато богослужебних книг, найдавніші з яких датуються 1900 р. Це - „Октой” та „Мінея”.
Саме в цей період книгодрукування та пов’язане з ним мистецтво розширили обрії культури. Тиражовані книги та гравюра стали доступними широким суспільним верствам. Саме з їх допомогою поширювалися передові тогочасні ідеї та знання. Пам’яткою цього мистецтва в Балашівці є Євангеліє – цінна культурна та історична пам’ятка храму святого апостола та євангеліста Іоанна.

### 2.4. Просвітницька і благодійна діяльність храму Святого Апостола і ЄвангелістаІоанна Богослова
Впродовж своєї історії храм святого апостола і євангеліста Іоанна Богослова займався просвітницькою та благодійною діяльністю. Щодо просвітницької діяльності, то за свідченням церковної відомості 1895 р. у селі Балашівка було побудовано церковно-приходську школу і відкрито 25 листопада 1891 р. У цій школі в 1895 р. навчалося 6 учнів: 4 хлопчики та 2 дівчинки. Вчителем був В’ячеслав Олександрович, який закінчив курси Волинської Духовної семінарії.
В церковній відомості за 1880 р. говориться, що на навчання в семінарію на вчителя музики було відіслано особу, але на жаль, кого не зазначено. Відомо, що за навчання цієї особи церква сплачувала 80 копійок срібників.
В 1902 р. при церкві існувала шестикласна школа.
В 1905 - 1906 рр. церковно-приходською школою управляє священик Іван Іванович Литвинов. Вчителькою в цей час була Марія Копачевська, яка закінчила Єпархіальне Харківське училище. В 1906 р. в школі нараховувалося 30 учнів.
Церковна відомість за 1906 р. говорить, що і в селі Лінчин при церкві існувала школа, в якій навчалося 20 учнів. Вчителем був Роман Ананьєв, який закінчив Почаївську двокласну школу.
15 січня 1907 р. Ровенським повітовим відділом Волинської Єпархіальної ради було направлено на роботу в Балашівську церковно-приходську школу вчителя Григорія Дунаєва.
Церковно-приходська школа 1912 р. знаходилася в будинку, який належав жителям села. На утримання цієї школи село виділяло 90 рублів, а земство - 210 рублів. В школі навчалося 34 учні, з них - 33 хлопчики та 1 дівчинка. Школа села Лінчин отримувала від земства 84 рублі та 36 рублів від жителів села.
З 1913 р. у селі Балашівка вчителює дочка священика с. Холоп  Віра Михайлівна Туринська, яка закінчила Кременецьке жіноче єпархіальне училище. Жителі села в цей час зібрали на утримання школи 120 рублів, від земства надійшло 130 рублів 86 копійок та від казни 360 рублів, тобто разом 610 рублів та 86 копійок.
В 1914 р. в церковно-приходській школі навчається 54 учні, з них - 50 хлопчиків та 4 дівчинки. В церковній відомості за 1914 р. зазначено, що приходська школа в селі Лінчин не функціонує.
За Ризьким мирним договором 1921 р. с. Балашівка відходить до Польщі. Церковна відомість за 1921 р. свідчить, що в селі існує одна школа, яка потребує ремонту. З 1922 р. по 1924 р. школа в селі не працює, бо потребує ремонту.
За часів польського панування школа знаходилася на місці сучасного відділення зв’язку. З однієї сторони був клас, де навчалися діти, а з іншої - проживали вчителі. За свідченням старожилів, зокрема Гаврилюка Андрія Григоровича, 1924 р. н., та Іванчука Федора Андрійовича, 1926 р. н., існувало 4 класні кімнати. Через холодні зими велика кількість дітей не мала змоги ходити до школи. Учні навчалися українською та польською мовами. Вчилися тільки читати та рахувати. У буденні дні навчала вчителька на прізвище Бензінська, яка за походженням була єврейка, а в суботу - ксьондз, який навчав молитвам.
Ці свідчення підтверджують церковні відомості 1933 - 1936 рр., які говорять, що в школі була вчителька та існував один клас, але школа мала чотири класні кімнати. У відомості говориться, що священик читає дві лекції, які йому оплачуються.
У 1928 р. в школі навчалося 45 хлопчиків та 28 дівчат, а в 1939 р. навчалося 131 учень. Школа в цей час була вже двокласною.
В 30-х роках XX століття вчителями були пан Паруцький та пан Крюковський, за походженням поляки. Вони навчали дітей писати та читати українською та польською мовами. Школа була безкоштовною, селянські діти відвідували школу 5 днів на тиждень, переважно в осінньо-зимовий період, тому що у літній період були обтяжені польовими роботами, випасом птиці та худоби.
За свідченням Боровець Ганни Іванівни, 1924 р. н., польська школа знаходилася за хутором Антонін, до школи ходили діти, батьки яких були в змозі оплатити навчання, тому, в основному, це були діти поляків.
В церковній відомості за 1937р. говориться, що в Балашівці існувала двокласна школа, яка - мала чотири кімнати. В школі навчалося 107 учнів і всі православні. З учнями займався священик Павло Травка, який читав 4 лекції в тиждень. Також подається інформація, що на хуторі Антонін діє однокласна школа, яка мала чотири кімнати і де навчалося 33 учні. Двічі на тиждень священик читав там лекції.
За свідченнями Курильчика Петра Федоровича, 1921 р. н., в 1939 р., коли в селі було встановлено радянську владу, то відразу було відкрито школу, яка розміщувалася в приміщенні маєтку пана Бендика, де було виділено одну кімнату під клас. Навчання проводилося українською мовою, а вчителем була жінка, яка приїхала з Березного.
Щодо благодійної діяльності, то з церковних відомостей дізнаємося, що щороку храм здійснював пожертвування: на користь Червоного Хреста, на розповсюдження Православної віри серед язичників Імперії, на користь бідних духовного звання, на користь слов’ян, які страждають, на користь церковно- приходських шкіл, на користь сліпих, на утримання Кременецького єпархіального училища, на Клеванське духовне училище, на Житомирське жіноче училище, на зразкову школу в честь 900-ліття хрещення Русі, на покращення життя православних паломників в Палестині, на лікарні,на утримання бібліотеки при „Ровенському Отделении Училищного Совета”, на утримання зразкової школи вчителів в м. Житомир.
Звичайно, в різні роки функціонування церкви суми пожертвувань були різними, це можна пояснити історичними та суспільними реаліями того часу. Однак, незважаючи на це, можна зробити висновок, що храм святого апостола і євангеліста Іоанна Богослова проводив активну просвітницьку і благодійну діяльність. Звичайно, що значна сума коштів для пожертвувань надавалася саме прихожанами цього храму, тобто жителями села Балашівка.

## Список використаних джерел
1. Книги запису приходів і витрат за 1839 - 1862, 1868 - 1870, 1881 - 1890, 1890 1892, 1893 - 1895,1896- 1897, 1899- 1901,1905- 1907, 1914- 1916,1927- 1929
2. Книги реєстрації шлюбів при храмі за 1837 - 1848, 1850 - 1864, 1889 - 1896, 189* -1901 роки.
3. Метричні книги за 1799 - 1805, 1784 - 1927.
4. Переписи населення за 1829, 1831, 1832, 1834, 1839, 1844, 1846, 1847, 1848, 1849 1850, 1851, 1851, 1852, 1853,1854, 1856, 1861, 1870, 1871, 1872, 1876, 1883, 1884 1885, 1886, 1888, 1893, 1894, 1897, 1901, 1902, 1903, 1904, 1905, 1906, 1907, 190* роки.
5. Рівненський державний архів Описание церкви с. Білашівки. № 1155.
6. Степовик Д. Історія української ікони X - XX століть. - Київ: 2004
7. Теодорович М. І. Історико-статистичний опис церков і приходів Волинсько єпархії. - Почаїв: - 1899р.
8. Уманцев Ф. С. Мистецтво давньої України. - Київ: 2002
9. Церковні відомості за 1849, 1850, 1852, 1855, 1857, 1859, 1860, 1861, 1865, 1867 1871, 1873, 1874, Г875, 1876, 1877, 1878, 1880, 1886, 1895, 1905, 1907, 1912, 1914 1921, 1922, 1923, 1924, 1928, 1933, 1934, 1935, 1937, 1938 роки.